# آرثر جي. كوهن
آرثر جي. كوهن (بالإنجليزية: Arthur G. Cohen)‏ هو شخصية أعمال أمريكي، ولد في 23 أبريل 1930 في بروكلين في الولايات المتحدة، وتوفي في 9 أغسطس 2014 في كينغز بوينت في الولايات المتحدة.